# زیردریایی یو-۳۴۷
زیردریایی یو-۳۴۷ (به انگلیسی: German submarine U-347) یک زیردریایی بود که طول آن ۶۷٫۱ متر (۲۲۰ فوت ۲ اینچ) بود. این زیردریایی در سال ۱۹۴۳ ساخته شد.